# Walter Perkins

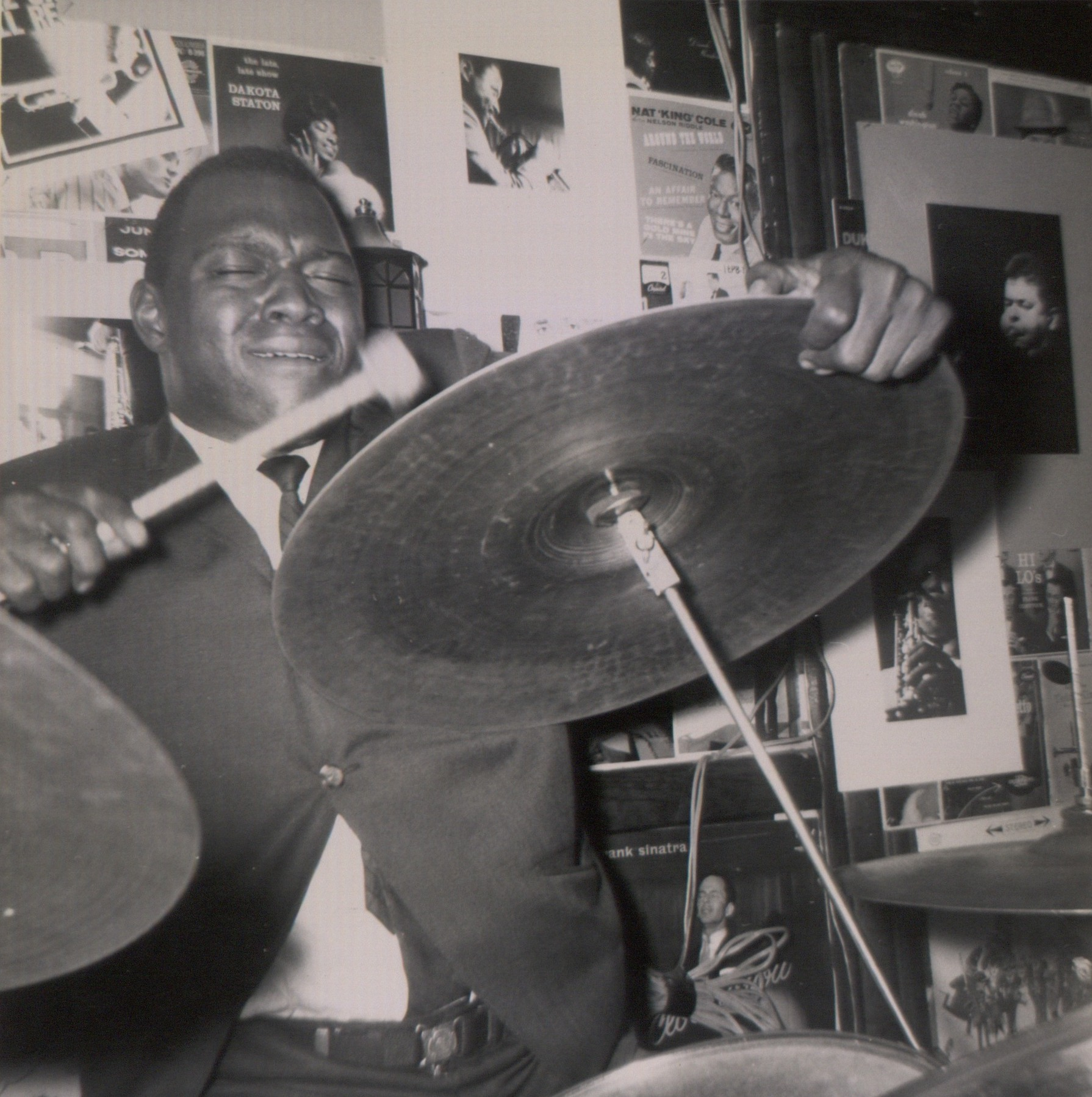
Walter Perkins (1963)

Walter Perkins (* 10. Februar 1932 in Chicago; † 14. Februar 2004 in Jamaica (Queens), New York City)
war ein US-amerikanischer Jazz-Schlagzeuger.

## Leben und Wirken
Walter Perkins studierte 1949 bei Oliver Coleman, arbeitete dann in Clubs und war 1956/57 Mitglied des Ahmad-Jamal-Trios. Von 1958 bis 1962 hatte er seine eigene Formation, das Modern Jazz Trio Plus Three (M.J.T+3) mit dem Alt-Saxophonisten Frank Strozier, dem Trompeter Willie Thomas, dem Bassisten Bob Cranshaw und dem jungen Pianisten Muhal Richard Abrams bzw. Harold Mabern. Diese Formation nahm für Vee-Jay Records ein Album auf und bestand bis 1962. Cranshaw und Perkins waren außerdem Mitglied der Begleitband der Sängerin Carmen McRae und nahmen mit ihr
im Jahr 1961 das Album Carmen McRae Sings Lover Man and Other Billie Holiday Classics auf.
Perkins spielte 1962 mit Sonny Rollins und war danach als Begleiter für Carmen McRae (1962/63), Art Farmer, Teddy Wilson, Clark Terry, Billy Taylor, Lucky Thompson, Al Cohn/Zoot Sims (1981) und Perry Robinson tätig. In den 1980er Jahren beteiligte sich Perkins an der Gründung des New Yorker Music For Young Adolescent Programms.

## Diskographische Hinweise
- M.J.T.+3: Make Everybody Happy (Vee-Jay Records, 1960)
- M.J.T.+3: Message From Walton Street, 1960 (Koch Jazz Records, 2000)